# Justin LaRouche
Justin LaRouche (nacido el 18 de junio de 1975 en Robbinsdale, Minnesota, Estados Unidos) es un ex luchador profesional estadounidense que militó en la marca ECW de la World Wrestling Entertainment bajo el nombre de Bam Neely, tributo al jugador de hockey sobre hielo Cam Neely)

## Carrera

### Inicios
LaRouche comenzó su carrera bajo el nombre de Gutz junto a otros luchadores, formando un stable conocido como The Hellraiser, Blood & Gutz. Fue entrenado por su tío Richard Martin, quién luchó como Blood. Viajaron por todo el país ganando numerosos campeonatos promocionales por parejas y fueron promocionados en el Main Event de casi todas las ciudades a las que iban durante casi una década antes de que LaRouche comenzara a luchar en solitario debido a una enfermedad de su tío Richard. Justin comenzó a luchar como Magnus Maximus en la Steel Domain Wrestling de Ace Steel en el año 2002.

### World Wrestling Entertainment (2002-2009)

#### Ohio Valley Wrestilng (2002-2008)
Entró en el negocio junto con otros luchadores como Ken Anderson, Austin Aries, Colt Cabana, Shawn Daivari, CM Punk y Lenny Lane, antes de firmar un contrato con el territorio de desarrollo de la World Wrestling Entertainment (WWE), la Ohio Valley Wrestling, bajo el nombre de Justin "The Ox" LaRouche dónde ganó el Campeonato Sureño en Parejas de la OVW junto a su entonces compañero de equipo Charles Evans. Perdieron los títulos ante The Major Brothers.

#### 2008-2009
La primera aparición de LaRouche en ECW fue el 8 de abril de 2008, cuando después de que Kane y Chavo Guerrero firmaran su contrato por un combate de revancha para Chavo por el Campeonato de la ECW en Backlash, Justin tomó el ring, ayudando a Chavo a golpear a Kane y lanzando a este último contra una mesa.
Más tarde se explicó que LaRouche (usando el nombre de Bam Neely) fue un antiguo policía jurado que quería ser guardaespaldas, siendo alquilado por Chavo para ayudarle a ganar de nuevo el Campeón de la ECW, proporcionándole más fuerza a La Familia. LaRouche ayudó a Chavo a ganar combates individuales, así como junto con el resto de La Familia ayudó a Edge a recuperar el Campeonato Mundial Peso Pesado de manos de The Undertaker.
Ganó su debut en el ring en una edición de la ECW derrotando al Campeón de la ECW Kane en un Handicap match formando equipo con Chavo Guerrero. luego en su primera lucha individual en la edición del 20 de junio de SmackDown perdió contra Matt Hardy. Seguido, estuvo en Night of Champions ayudando a Chavo en una lucha contra Matt Hardy por el Título de los Estados Unidos, la cual ganó Hardy. Unos meses después dejó de hacer equipo con Chavo y siguió luchando en la ECW. A principios de 2009 fue enviado a la FCW para que mejorara, pero el 9 de enero de 2009 fue despedido por la WWE.

## En lucha
- Movimientos finales
  - Running big boot
  - Full Nelson slam

- Movimientos de firma
  - Running leg drop
  - Sidewalk slam
  - Clothesline

- Apodos
  - "The One-Man Fence"
  - "The Ox"

## Campeonatos y logros
- Ohio Valley Wrestling
  - OVW Southern Tag Team Championship (1 vez) - con Charles Evans[4]

- Pro Wrestling Illustrated
  - Situado en el N°296 en los PWI 500 del 2008[8]
  - Situado en el N°252 en los PWI 500 del 2009